# خايرو ألفاريز غوتيريز
خايرو ألفاريز غوتيريز (بالإسبانية: Jairo Álvarez Gutiérrez)‏ (21 مارس 1986 في إسبانيا - ) هو لاعب كرة قدم إسباني في مركز الوسط. شارك مع منتخب إسبانيا تحت 16 سنة لكرة القدم ومنتخب إسبانيا تحت 17 سنة لكرة القدم. أما مع النوادي، فقد لعب مع ديبورتيفو ألافيس وديبورتيفو فابريل وريال أوفييدو وريال سبورتينغ خيخون وسبورتينغ خيخون ب ونادي جامعة مرسية ونادي سمورة ونادي غوادالاخارا ونادي مليلية وLorca Deportiva CF ‏ وReal Oviedo Vetusta ‏ وريال أفيليس ‏ ونادي بالنثيا ‏ ونادي كاسيرينو.

## وصلات خارجية
- خايرو ألفاريز غوتيريز على موقع قاعدة بيانات كرة القدم.إي يو (الإنجليزية)
- خايرو ألفاريز غوتيريز على موقع Soccerway.com (الإنجليزية)
- خايرو ألفاريز غوتيريز على موقع AS.com (الإسبانية)